# 5184 Cavaillé-Coll
5184 Cavaillé-Coll eller 1990 QY7 är en asteroid i huvudbältet som upptäcktes den 16 augusti 1990 av den belgiske astronomen Eric W. Elst vid La Silla-observatoriet. Den är uppkallad efter den franske orgelbyggaren Aristide Cavaillé-Coll.
Asteroiden har en diameter på ungefär 4 kilometer.